# Rye (Sussex de l'Est)
Pour les articles homonymes, voir Rye.
Rye est une petite ville d'Angleterre bâtie au sommet d'une colline surplombant la rivière Rother, dans le comté du Sussex de l'Est. Elle fut au Moyen Âge un port de mer important.
Rye perdit son importance quand elle cessa d'être un port à la suite d'un recul de la mer qui repoussa le bourg 3,2 km à l'intérieur des terres.
Compte tenu du passé de cette localité, l'économie locale dépend de manière essentielle du tourisme.

## Histoire
- Elle reçut une charte sous les Normands, et fut fortifiée par le roi Étienne.
- Son importance stratégique fut confirmée lorsqu'elle rejoignit les Cinq-Ports au XIIIe siècle. Sa contribution à la fédération était de neuf vaisseaux.
- Rye perdit son importance quand elle cessa d'être un port à la suite d'un recul de la mer qui repoussa le bourg 3,2 km à l'intérieur des terres. Elle préserve une activité commerciale : le poisson pêché dans la baie de Rye est débarqué quotidiennement et vendu à la criée sur le quai même.
- Robert Naunton cite Rye comme la première ville qu'il visite dans ses Travels in England, publiés entre 1628 et 1632. Daniel Defoe et William Cobbett la mentionnent également comme une de leurs étapes.
- Antoine Van Dyck exécuta plusieurs dessins de la ville, d'une précision inaccoutumée chez lui : sans doute les fit-il en attendant l'arrivée d'un prochain navire pour rallier le continent.
- Pendant la Seconde Guerre mondiale, les autorités militaires britanniques baptisèrent un chasseur de mine « HMS Rye » en hommage à cet ancien port de guerre.

La ville de Rye tire également sa célébrité d'une chanson de William Pint et Felicia Dale, « Thae Mary Stanford of Rye », qui parle d'un canot de sauvetage en perdition au large de Hastings et Rye.

## Habitants illustres

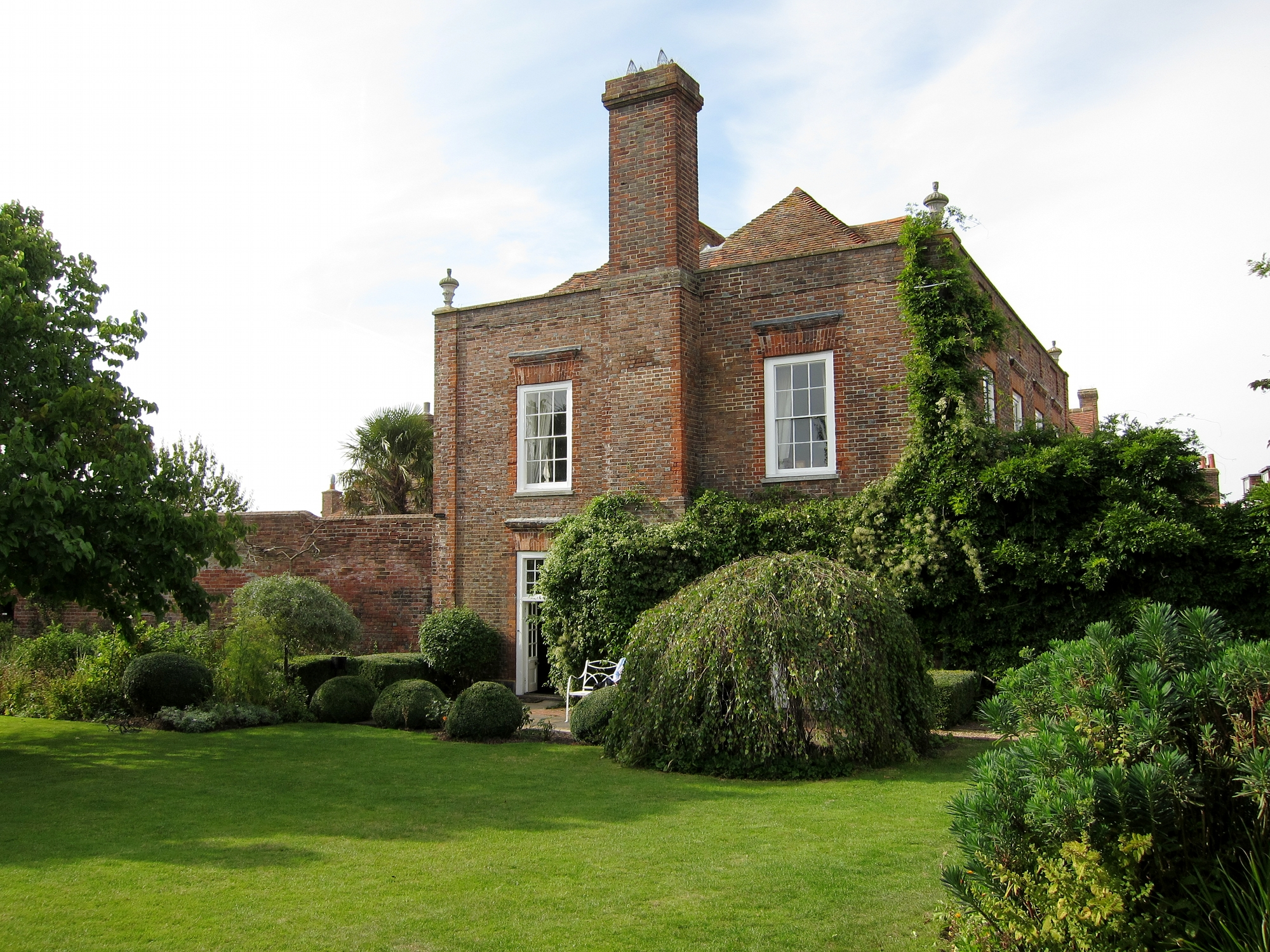
Lamb House

Si Rye n'est pas, par vocation, une « ville d'écrivains », elle a néanmoins attiré et inspiré plusieurs auteurs.
Lamb House, immeuble classé au patrimoine, et qui est aujourd'hui propriété du National Trust, a été la résidence des écrivains suivants :
- Henry James (1843 – 1916), romancier américain, de 1898 à 1916.
- Edward Frederic Benson (1867 – 1940), romancier anglais. Cette maison, rebaptisée Mallards House, ainsi que la ville de Rye, sous le pseudonyme de Tilling, servent de cadre principal au cycle romanesque « Mapp and Lucia ».
- Rumer Godden (1907 – 1998), romancier anglo-indien.
- Héloïse Dervieux

## Monuments
Les monuments les plus connus de Rye sont la collégiale St Mary, la Tour d'Ypres, Lamb House et plusieurs vieilles maisons de Mermaid Street, Watchbell Street, ainsi que le jardin public de Church Square.

## Voies de communication

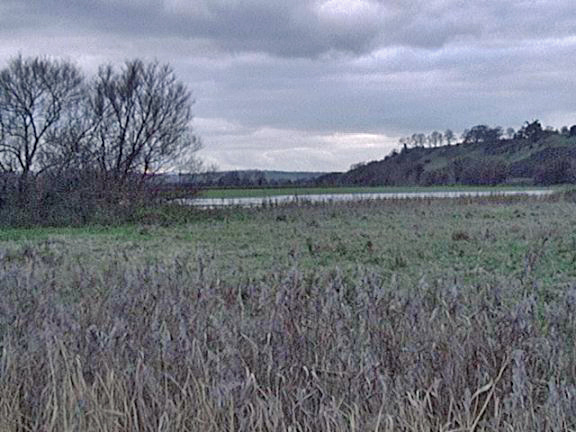
Les marais de Rye

### Transports motorisés
- Rye est desservie par la route côtière A259.
- Elle est aussi desservie à fréquence horaire par une ligne de bus entre Douvres et Hastings, la ligne 711.
- La gare de Rye appartient à la liaison ferroviaire de Brighton à Ashford (Kent), dite "Marshlink". C'est également le terminus de la ligne de tramway Rye & Camber Tramway, qui fut inaugurée dans les années 1930 pour transporter les touristes à destination des parcours de golf et de la plage de Camber Sands.
- On peut également, avec des changements, accéder à Rye par le train en empruntant la ligne Londres via Ashford ou Hastings.

### Randonnées
Le chemin du littoral saxon (Saxon Shore Way) part de Gravesend, dans le Kent, et suit ce qui était la côte sous l'Empire romain, en passant par Rye, et aboutit à Hastings (Sussex de l'Est), après un parcours de 262 km au total.

## Personnalités liées
- Edward Arthur Evacustes Phipson (1854-1931), peintre anglais y est décédé.
- John Fletcher (1579-1625), avocat et dramaturge jacobéen.
- Radclyffe Hall (1880 – 1943), poétesse et romancière britannique engagée.
- Russell Thorndike (1885-1972), dont la série de romans Doctor Syn traite de la contrebande dans les marécages de Rye.
- Conrad Aiken (1889 – 1973), romancier américain.
- Joan Aiken (1924 – 2004), romancière pour enfants et fille de Conrad Aiken.
- Philippa Urquhart (1940 – ), actrice britannique.
- Monica Edwards (1912 – 1998), romancière pour enfants qui vécut sur le port de Rye Harbour et  dont le cycle romanesque Romney marsh a pour cadre les marécages de Rye. La ville apparaît sous le pseudonyme de Dunsford.
- John Christopher (né en 1922), romancier de science-fiction. Une série télévisée britannique des années 1980 adaptée de sa trilogie The Tripods, a été filmée près de sa maison.
- John Ryan (en) (né en 1921), auteur de bandes dessinées et du dessin animé Captain Pugwash qui, quoiqu'il soit né à Édimbourg, réside à Rye.
- Malcolm Saville (1901-82), romancier pour enfants, spécialisé dans les romans policiers et le roman d'aventure. Saville est l'auteur du cycle Lonely Pine, dont plusieurs se déroulent à Rye, comme The Gay Dolphin Adventure et Rye Royal.

## Source
- (en) Cet article est partiellement ou en totalité issu de l’article de Wikipédia en anglais intitulé « Rye_East_Sussex » (voir la liste des auteurs).